# Villefranche-de-Rouergue
Villefranche-de-Rouergue is een gemeente en een kleine provincieplaats in Frankrijk. Het is een sous-préfecture van het departement Aveyron. De gemeente telde 11.502 inwoners op 1 januari 2022. Zij is gelegen aan de oever van de rivier de Aveyron.

## Geschiedenis

### Bastide
Aan het eind van de kruistocht tegen de Albigenzen (1209 tot 1229) werd de graaf van Toulouse verslagen. In het Verdrag van Parijs (1229) gaf hij het graafschap Rouergue aan zijn dochter. Zij zou trouwen met Alfons van Poitiers, een broer van koning Lodewijk IX van Frankrijk. Hij werd zo graaf van Toulouse. Alfons stichtte in 1252 Villefranche als bastide op de plaats van een ouder dorp, dat La Peyrade heette. Met het stichten van bastides vestigde hij niet alleen het koninklijke gezag in het opstandige Rouergue. De bastides boden ook mogelijkheid op economische groei en de bijhorende belastingsinkomsten en ze moesten ook de sterke bevolkingsgroei helpen opvangen. Elk gezin kreeg een perceel in de bastide toegekend en een perceel aan de rivier als tuin, met de verplichting binnen de twee jaar een huis te bouwen. Daarna werd elk gezin proportioneel belast op de bebouwde oppervlakte. In 1256 werd er een akte opgesteld waarin de organisatie van de stad werd vastgelegd en waarin de handel werd geregeld. Door de handelsprivilegies en fiscale vrijstellingen kwamen er rijke kooplui naar de stad.
De stad werd onderverdeeld in vier "gaches" of wijken, die elk door een consul werden bestuurd. De consuls stonden onder koninklijke controle maar hadden ruime bevoegdheden op fiscaal en organisatorisch gebied. Ook stonden ze in voor de verdediging van de stad. In 1347 kreeg de stad een omwalling. Er kwam ook een monumentale kapittelkerk, die de kathedraal van Rodez moest overvleugelen. Maar haar toren bleef door geldgebrek steken op 58 meter, terwijl de toren van de kathedraal 87 meter hoog was.

### Groei en bloei
De rivaliteit met Rodez was een constante in de geschiedenis van Villefranche. Bij haar stichting had Vivian de Boyer, de bisschop van Rodez, de inwoners van de nieuwe stad nog geëxcommuniceerd. Dit belette niet dat de bastide snel groeide en rond 1330 al meer dan 5000 inwoners telde. Als stad van handelaars overvleugelde ze al snel Rodez en telde tot het einde van het ancien régime dubbel zoveel inwoners als de bisschopsstad. In 1369 werd Villefranche de hoofdstad van Rouergue en bleef dit tot het einde van het ancien régime. Villefranche werd in 1779 de hoofdstad van de nieuwe provincie Haute-Guyenne, die Quercy en Rouergue omvatte, hetgeen de economie en het intellectuele leven in de stad bevorderde.
In 1628 overleed een derde van de bevolking aan de pest. In 1643 was de stad het toneel van de volksopstand van de "croquants", een opstand in Rouergue tegen de opgelegde belastingen.

## Stadsbeeld
Villefranche is van oorsprong een bastide, gekenmerkt door een patroon van rechte kleine straatjes, dat de huizenblokken verdeelt in carrés. De stad is tot ver buiten de begrenzing van de oorspronkelijke bastide gegroeid. Hier liggen wijken als République, Saint-Jean, Alzou en Quercy.
In het midden van de oude bastide staat de Collégiale Notre-Dame, de kerk uit de 14e eeuw. Deze heeft een toren van 58 m hoog, die het stadje domineert. Daarvoor ligt Place Notre-Dame, een plein met gotische en nenaissancegebouwen met arcades, waar op de donderdagmorgen markt is. Het is een grote regionale markt waar ook kleine producenten hun zelfgekweekte waren aanbieden.
In Villefranche ligt ook een voormalig kartuizerklooster met twee kruisgangen, waarvan een in flamboyant gotische stijl. In het gebouw is tegenwoordig een ziekenhuis gevestigd.
De Chapelle des Pénitents-Noirs (1642-1671) in het noorden van de stad heeft een plafond met schilderingen uit de barok (1729) en een retabel uit dezelfde periode. De 14e-eeuwse fontein Griffoul is gehouwen uit een stuk steen en is beschermd als historisch monument. De Pont des Consuls over de Aveyron verbindt het oude stadscentrum met de wijk République.

### Galerij

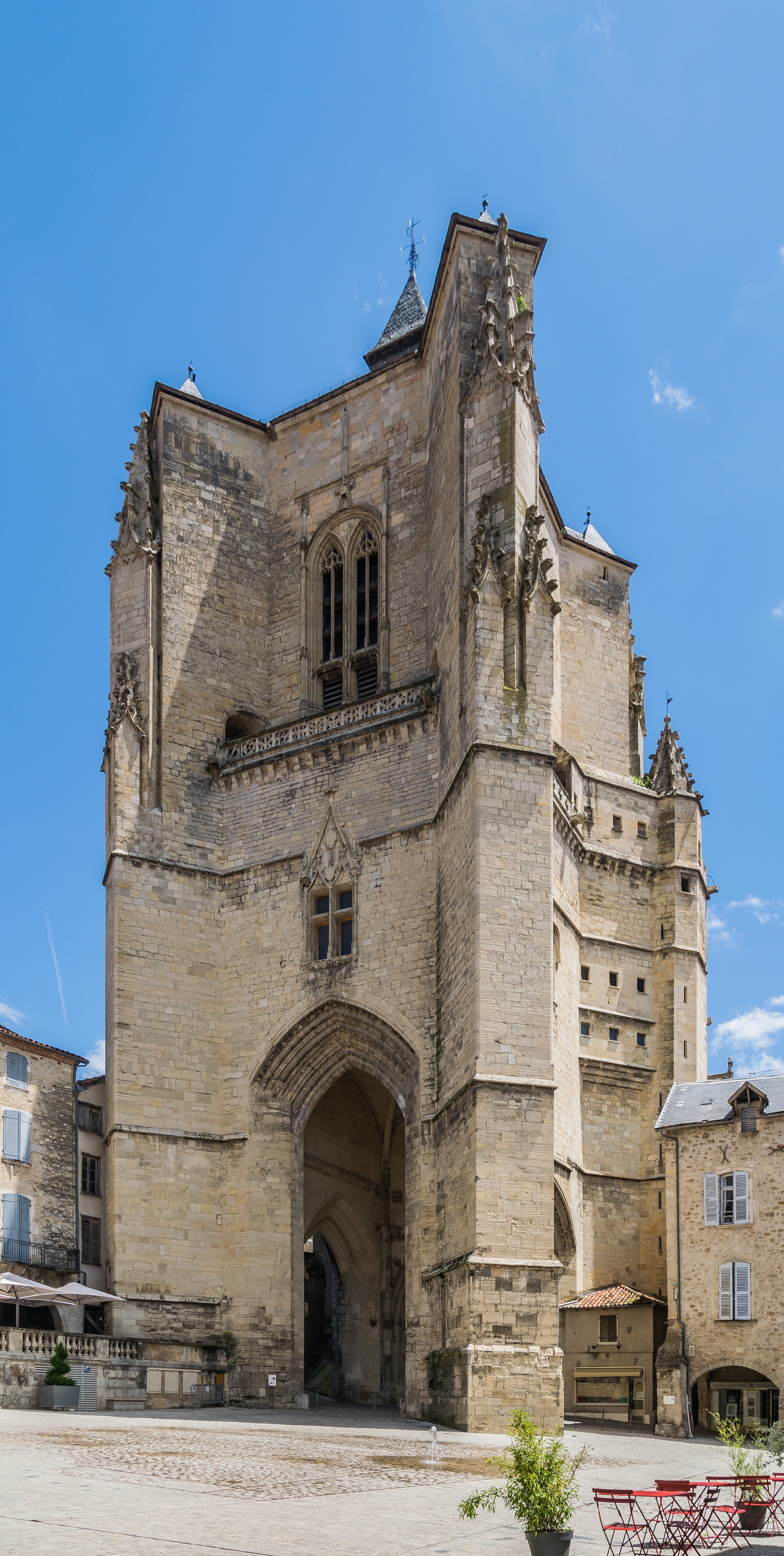
De kerk Notre-Dame
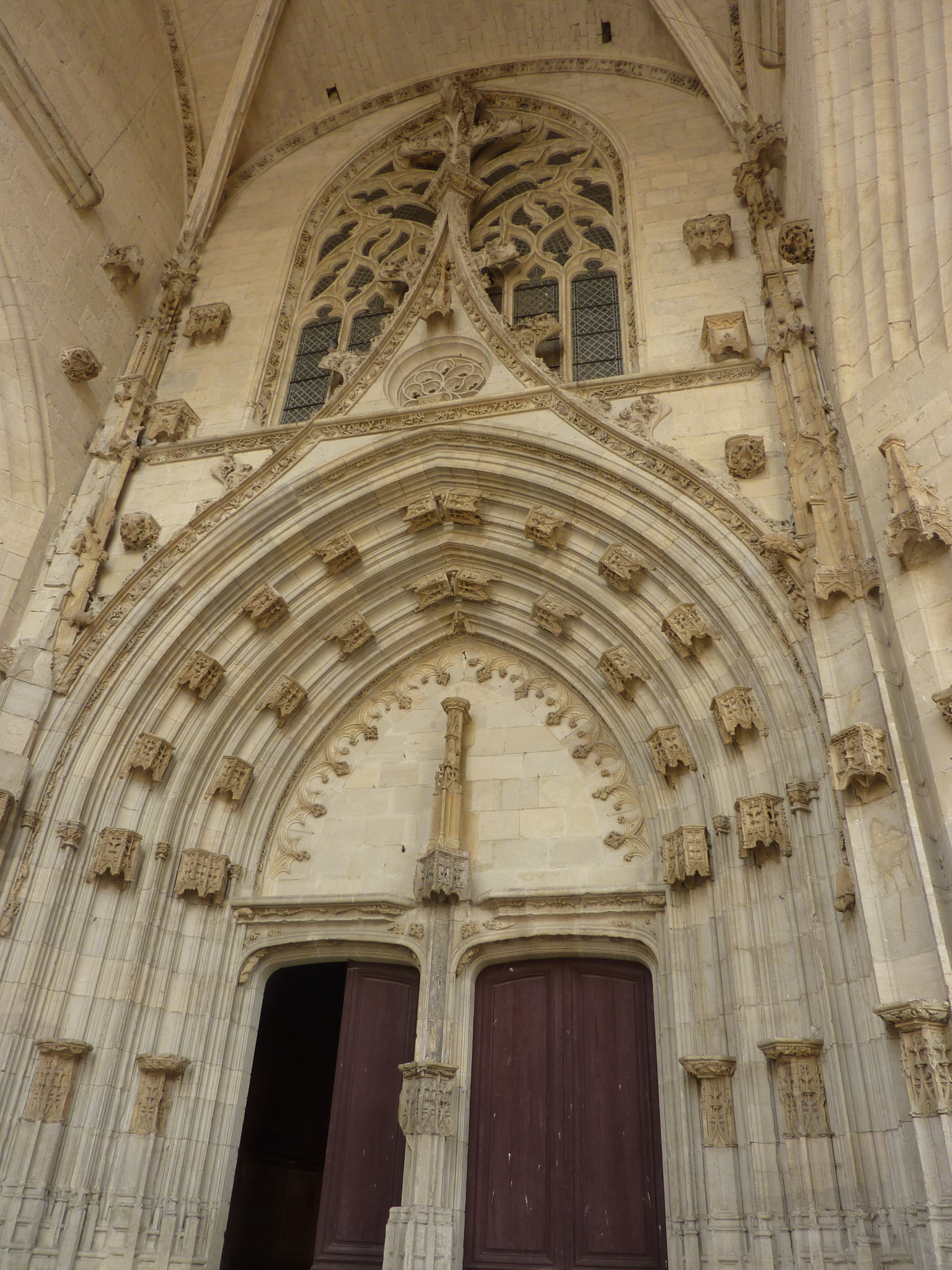
Portaal van de kerk Notre-Dame
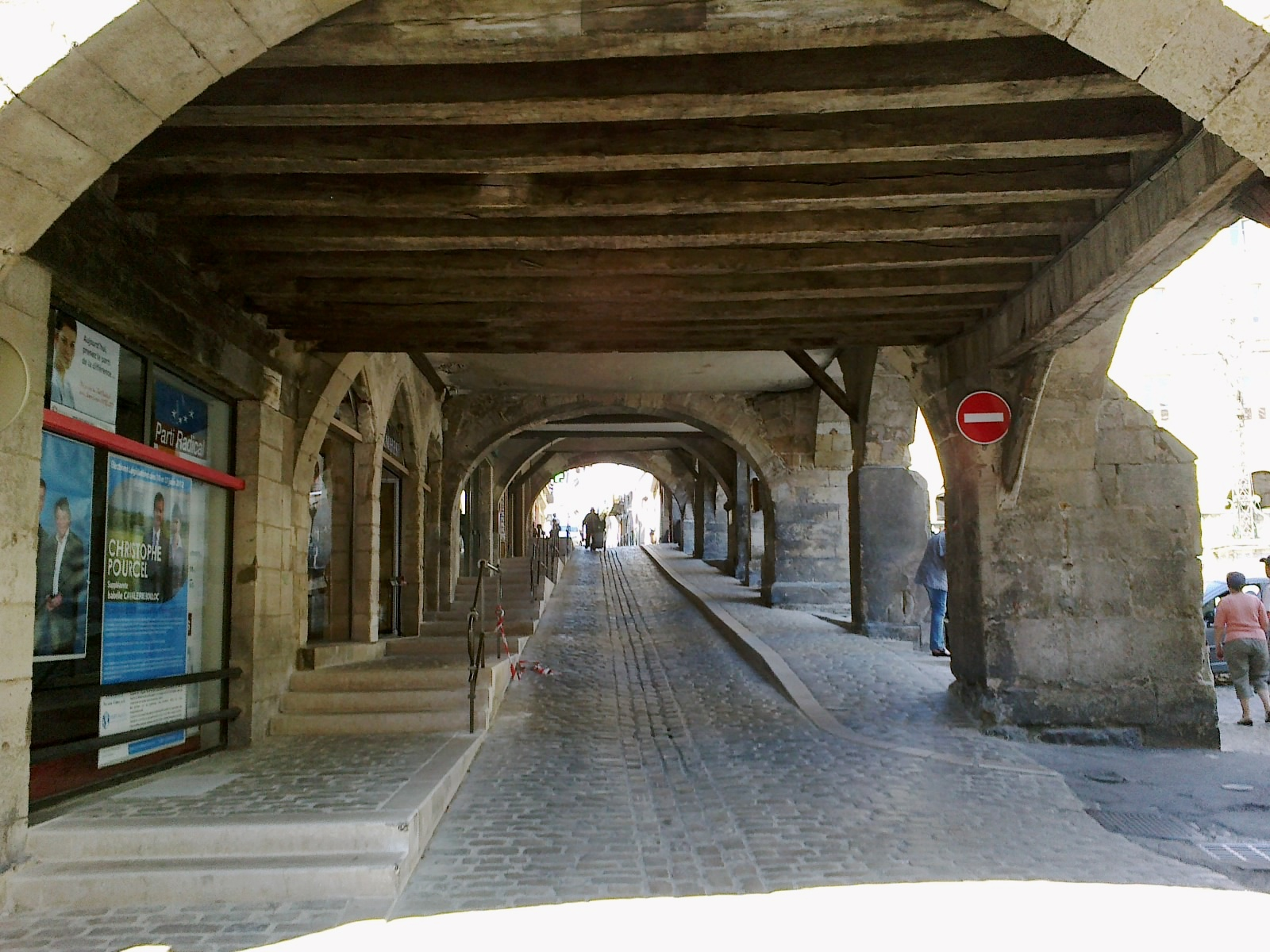
Arcades op de Place Notre-Dame
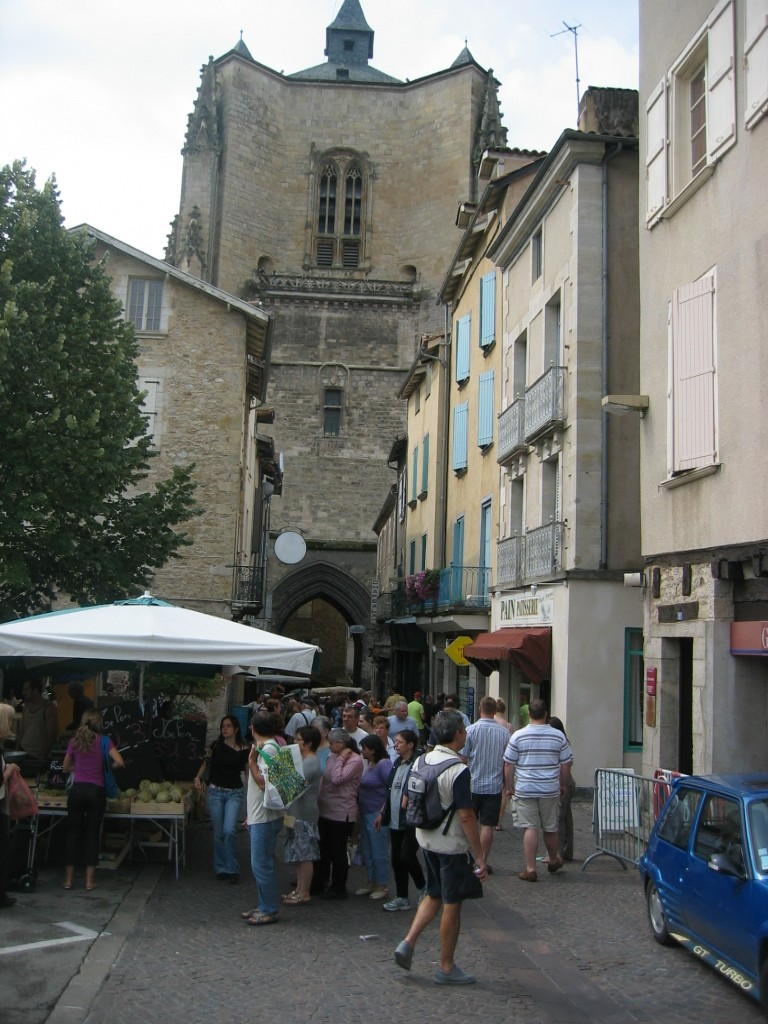
Een straatje in Villefranche-de-Rouergue
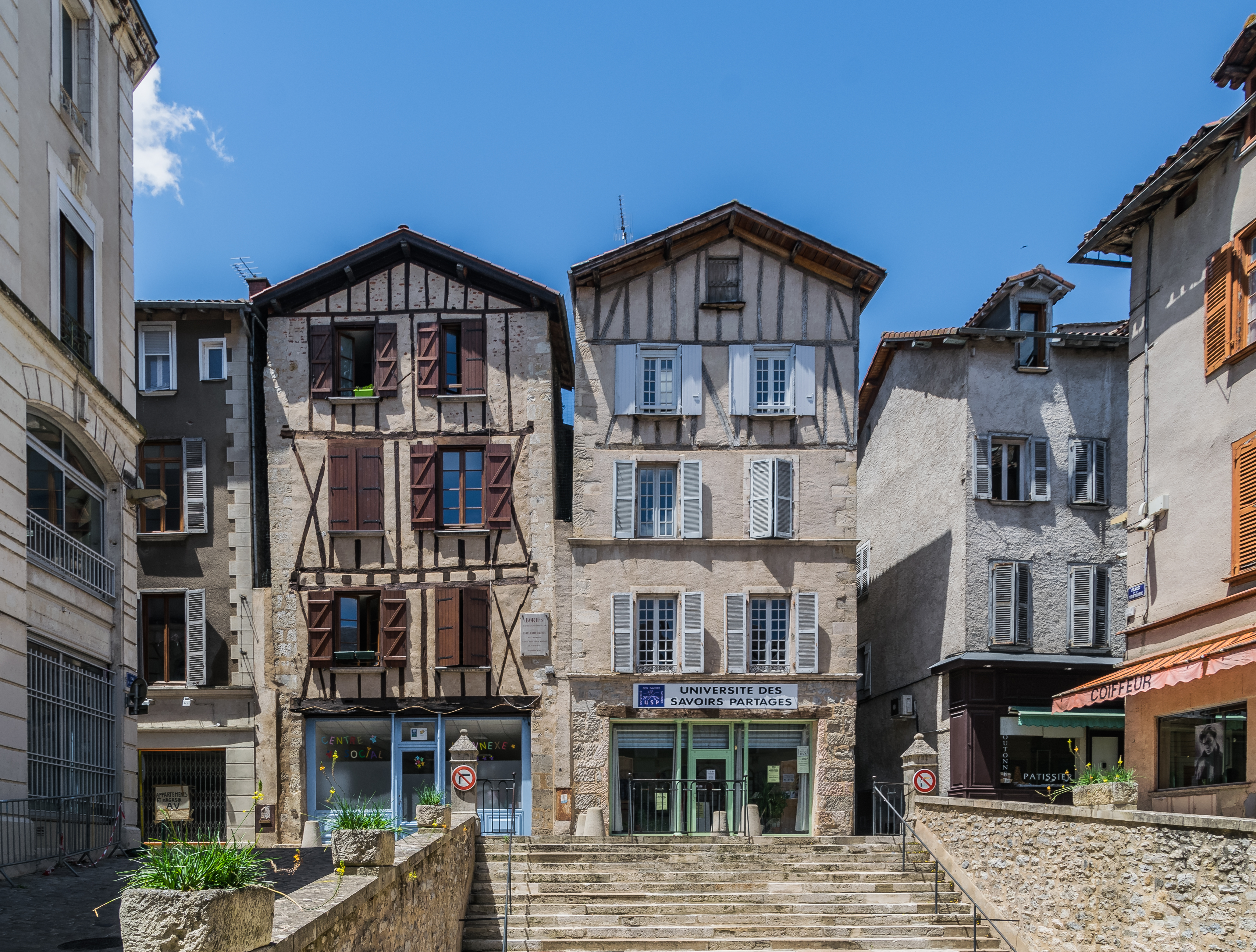
De Place de la Fontaine
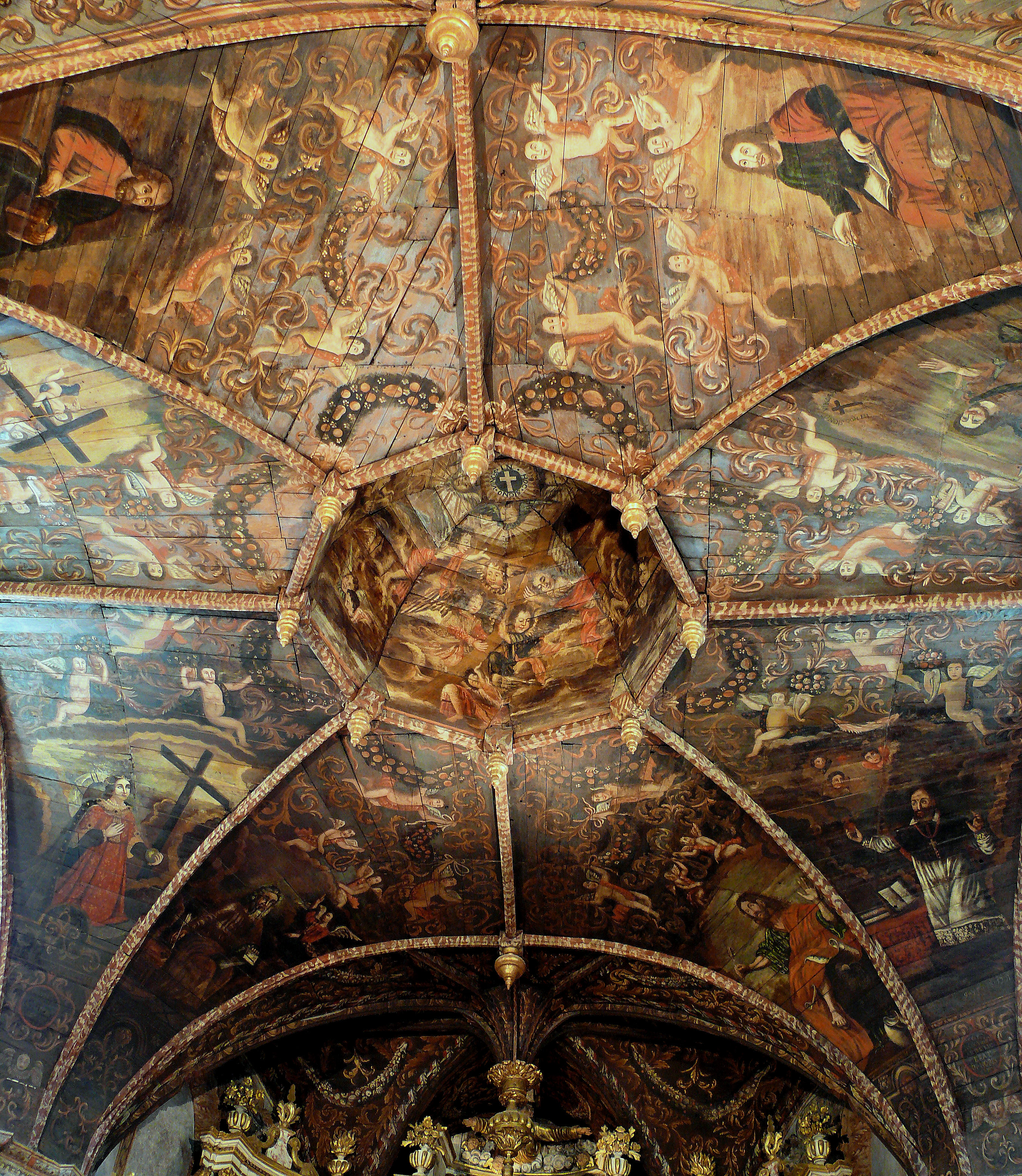
De Chapelle des Pénitents-Noirs
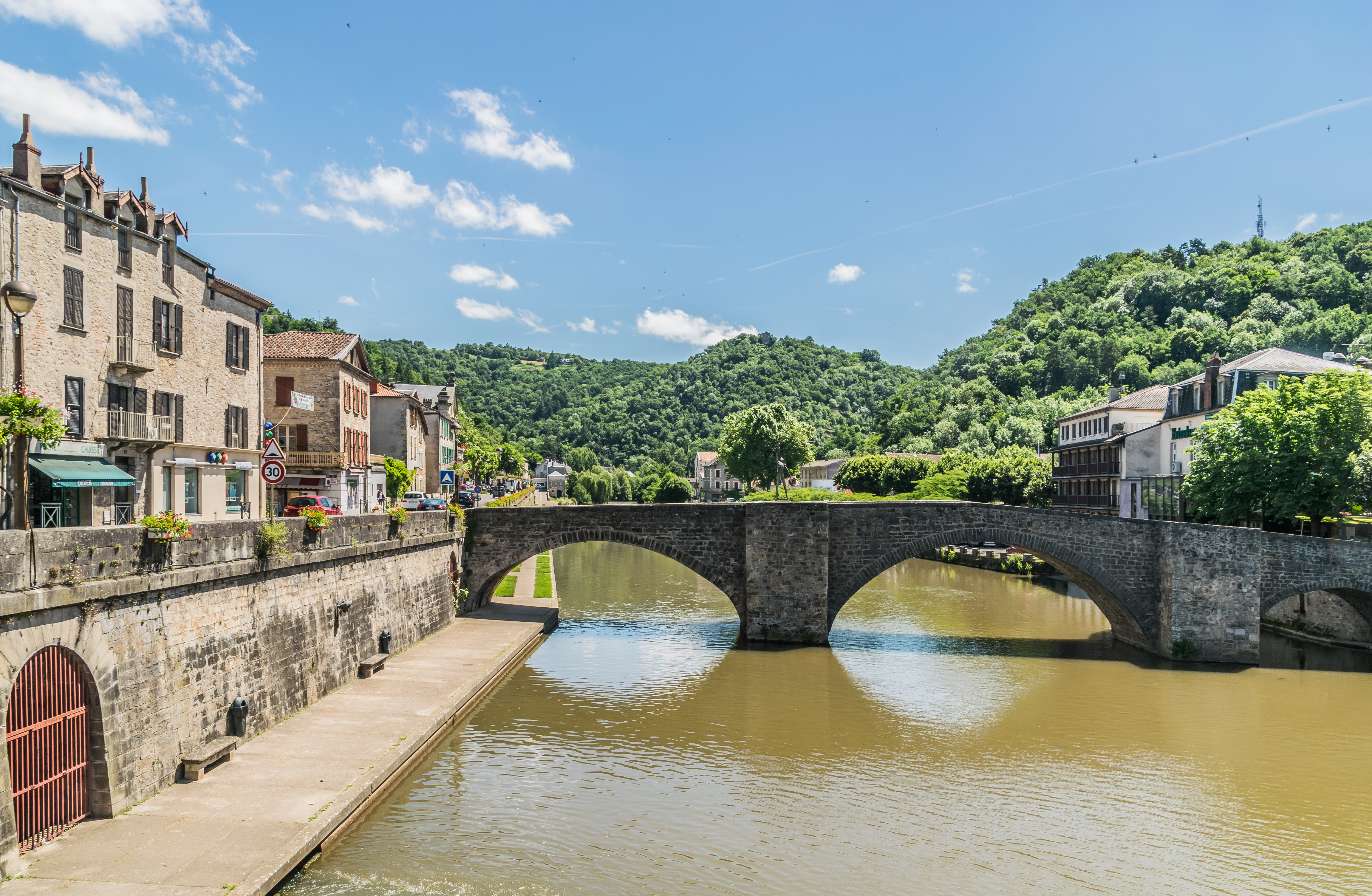
De Pont des Consuls

## Geografie
De oppervlakte van Villefranche-de-Rouergue bedroeg op 1 januari 2022 45,85 vierkante kilometer; de bevolkingsdichtheid was toen 250,9 inwoners per km².
De plaats ligt in de vallei van de Aveyron en is omringd door verschillende heuvels: Penevayre, Saint-Jean-d'Aigremont, Macarou, Tricot, Graves, Beauregard en Peyremorte.
De onderstaande kaart toont de ligging van Villefranche-de-Rouergue met de belangrijkste infrastructuur en aangrenzende gemeenten.

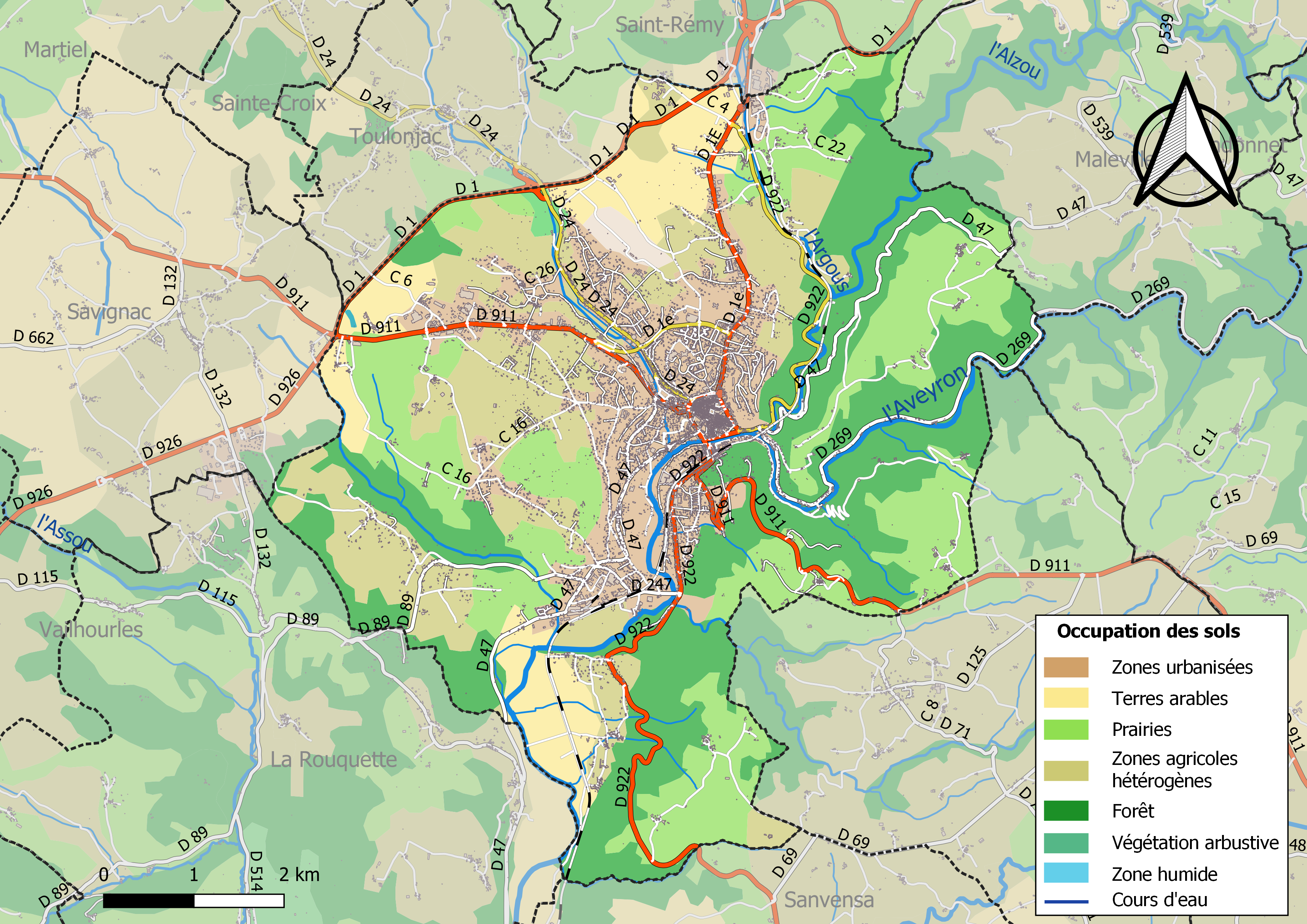

## Verkeer
In de gemeente ligt het spoorwegstation Villefranche-de-Rouergue.

## Demografie
Onderstaande figuur toont het verloop van het inwoneraantal van Villefranche-de-Rouergue vanaf 1962.

Vanwege een beveiligingsprobleem met de MediaWiki Graph-software is het momenteel niet mogelijk deze grafiek weer te geven. Zodra de software is bijgewerkt zal de grafiek vanzelf weer zichtbaar worden.

## Economie

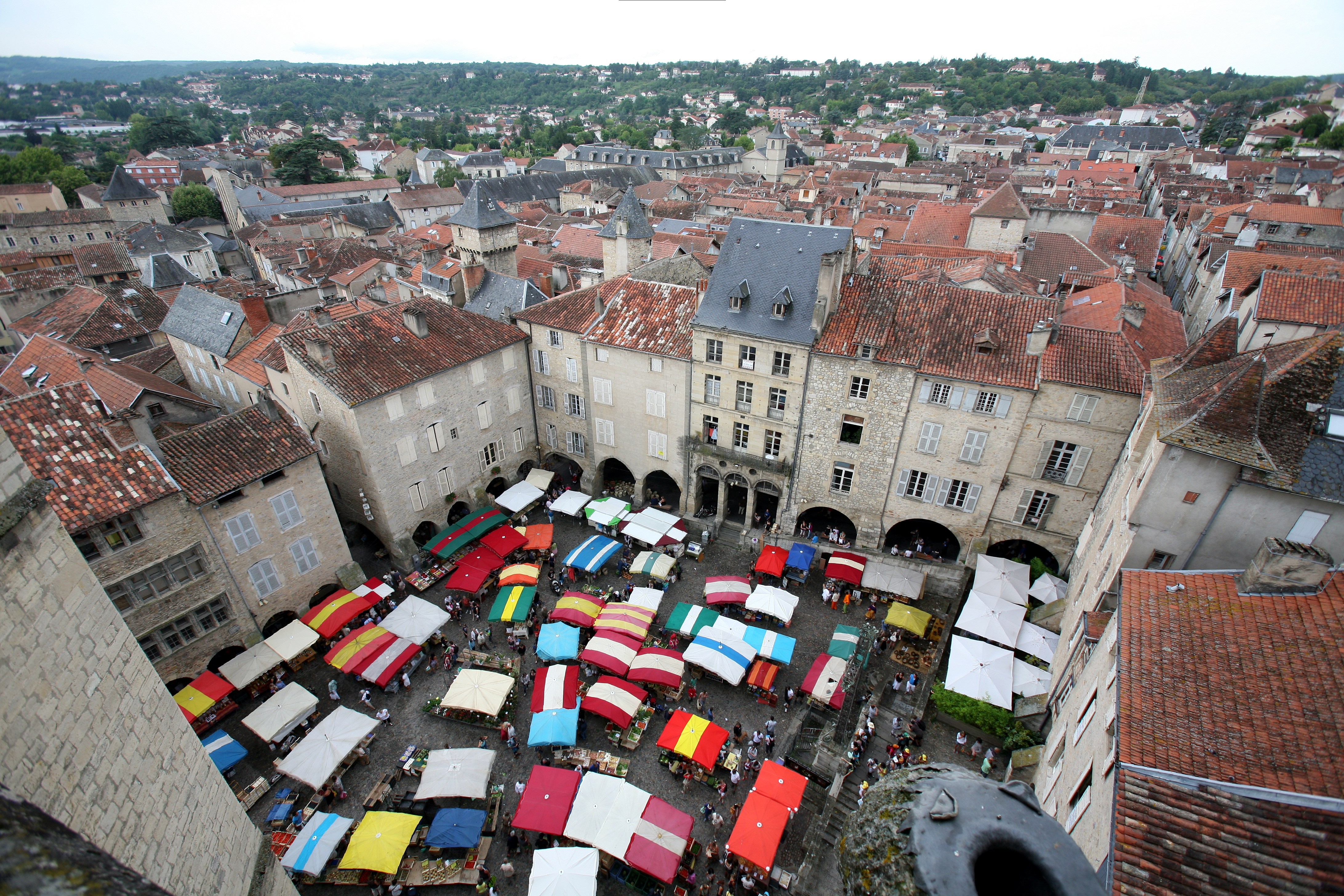
Markt op de Place Notre-Dame

In de omgeving van Villefranche bevinden zich kopermijnen.
In de zomermaanden komen er veel toeristen naar Villefranche. Er wonen ook veel Nederlanders in en rond Villefranche. De donderdagmarkt van Villefranche heeft een grote betekenis voor de lokale economie
De huidige economische situatie is niet zo goed. Er is tamelijk veel werkloosheid.

## Geboren
- Guy Lacombe (12 juni 1955), voetballer en voetbaltrainer